# Ahmed Dogan
Ahmed Demir Dogan (Bulgaars: Ахмед Демир Доган)  (Ptsjelarovo (oblast Dobritsj), 29 maart 1954) is een Bulgaars politicus. Hij is voorzitter van de liberale partij Beweging voor Rechten en Vrijheden.
Op 19 januari 2013 werd Dogan aangevallen door een onbekende man met een gaspistool. Het wapen van de man blokkeerde, waarna omstanders hem hardhandig tegen de grond werkten. Volgens diverse media was de actie slechts een stunt. Het wapen was ongeladen.